# Gornac
Gornac – miejscowość i gmina we Francji, w regionie Nowa Akwitania, w departamencie Żyronda.
Według danych na rok 1990 gminę zamieszkiwało 358 osób, a gęstość zaludnienia wynosiła 43 osób/km² (wśród 2290 gmin Akwitanii Gornac plasuje się na 830. miejscu pod względem liczby ludności, natomiast pod względem powierzchni na miejscu 1183.).